# Дзеяслоў
Дзеяслоў (укр. Дзєяслов) — білоруський літературний часопис. Видається білоруською мовою.Часопис розповсюджується через державне об'єднання «Білпошта» (біл. Белпошта). Головний редактор з часу заснування голова Союзу білоруських письменників Борис Петрович (Саченко).

## Передумови заснування часопису
Після створення у 2002 році Міністерством інформації Республіки Білорусь літературного холдингу РВУ «Література та Мистецтво» (біл. РВУ «Літаратура і Мастацтва»), значна кількість літераторів відмовилась співпрацювати з виданнями, які держава взяла під свою опіку та цензуру. Ця подія стала вирішальною для заснування часопису «Дзеяслоў»

## Автори, що публікували свої твори в часописі
У виданні друкувалися проза та поезія таких авторів, як Ригор Барадулін, Ніл Гілевич, Анатолій Вярцінський, Генадій Буравкін, Володимир Некляєв, Володимир Арлов, Ольга Іпатова, Василь Зуйонок, Леонд Дранько-Майсюк, Андрій Федоренко, Людмила Рублевська, Михаїл Скобла, Алесь Бадак, Сергій Дубовець. 
Особливий резонанс отримали публікації повістей та оповідань Василя Бикова, Алеся Адамовича, вірші Алеся Пісьмянкова та Лариси Геніюш. Особлива увага надається молодим авторам — тих, хто робить перші кроки в літературі. Для цього в часописі є постійна рубрика «Дебют», де друкуються твори початківців.

## Премія «Золотий апостроф»
Серед авторів, що публкують свої твори в журналі «Дзеяслоў», щорічно з 2004 року обираються найкращі в чотирьох номінаціях:
- Найкраща поезія
- Найкраща проза
- Дебют року
- 2011 Вечірко Франтишек
- За внесок в розвиток білоруської літератури.

Серед лауреатів премії немає багатьох видатних білоруських письменників, оскільки згідно положення про премію «Золотий апостроф» на неї номінуються тільки ті поети та прозаїки, чия творчість не відзначена Державною премією Білорусі..

## Особливості правопису в «Дзеяслоў»
З самого початку заснування часопису, мова, якою друкувалось видання, була не наркомівкою і не тарашкевицею, а «дзєясловицею» — консенсусним варантом орфографії, який поєднував обидва варіанти. Після переходу наприкінці 2008 року друкованою версією газети «Наша Нива» на офіційний варіант правопису — наркомівку, вже наприкінці 2009 року часопис «Дзеяслоў» також вимушено перейшов на цей правопис.